# زانتات
زانتات‌ها(به انگلیسی: Xanthate) به دسته‌ای از نمک‌های شیمیایی گفته می‌شود که دارای فرمول کلی ROCS2-M+ (R = آلکیل; M+ = Na+, K+) است. این دسته از ترکیبات آلی گوگرد عمدتا رنگی متمایل به زرد یا طلایی دارند و دلیل نامگذاری آنها نیز به زانتات همین است.(عبارت ξανθός [ksantʰós] در زبان یونانی به معنی رنگ زرد یا طلایی است.)